# Nemzeti Bajnokság V
În sistemul actual, divizia a cincea a campionatului maghiar de fotbal este reprezentată de a doua divizie a campionatelor județene de fotbal (județul II.), iar în capitală, de a doua divizie a campionatului de la Budapesta (BLSZ II). (În funcție de reorganizarea sistemului ligilor, au fost și sezoane în care NB IV a reprezentat divizia a cincea, cel mai recent în 2004-2005). Campionatele sunt organizate de direcțiile județene ale MLSZ (asociația Budapesta din capitală). Pe lângă liga a 5-a mai există liga a 6-a (ligile județene - clasa III) cu 700 de echipe și liga a 7-a (ligile județene - clasa IV) cu 139 de echipe.

## Format
Începând cu sezonul 2013–14, cele 20 de echipe din campionat sunt extrase în perechi pentru a juca un playoff de calificare. Câștigătorii duelurilor avansează în NB IV, unde sunt clasificați în grupa regională corespunzătoare. În locul lor, un total de zece echipe vor fi retrogradate din NB IV. Perdanții din calificări rămân în divizia a cincea. Sunt promovate echipele campioane clasa a III-a ale județului, numărul celor eliminate depinde de II-a din județul respectiv. din numărul de grupe din clasă, precum și din ce echipe campioane a județului câștigă meciurile de playoff de calificare și câte echipe din ce județ retrogradează din NB IV.

## Ligile județene - clasa II
1	Bács-Kiskun - Nord, Sud (11+12 echipe)
2	Baranya (16 echipe)
3	Békés - A, B (2×14 echipe)
4	Borsod-Abaúj-Zemplén - Nord, Est, Centrală (3×16 echipe)
5	Budapesta - 1,2 (2×14 echipe)
6	Csongrád-Csanád (14 echipe)
7	Fejér - Nord, Sud (2×14 echipe)
8	Győr-Moson-Sopron - Aranyhal Étterem, Orchidea Hotel, Nyugat (14,16,15 echipe)
9	Hajdú-Bihar (21 echipe)
10	Heves (15 echipe)
11	Jász-Nagykun-Szolnok (16 echipe)
12	Komárom-Esztergom (16 echipe)
13	Nógrád (16 echipe)
14	Pesta (2×16 echipe)
15	Somogy (18 echipe)
16	Szabolcs-Szatmár-Bereg - Pannónia Zrt., Nyírerdő, GÉMTECH (3×14 echipe)
17	Tolna (11 echipe)
18	Vas - Nord, Sud (15, 14 echipe)
19	Veszprém (13 echipe)
20	Zala (16 echipe)

## Istoric
- Liga a 5-a a avut 25 de serii în sezonul 1940-41.
- Liga a 5-a a avut 33 de serii în sezonul 1941-42.
- Liga a 5-a a avut 27 de serii în sezonul 1942-43.
- Liga a 5-a a avut 35 de serii în sezonul 1943-44.
- Liga a 5-a a avut 1 serie în sezonul 1944-45.

## Lista campionilor
Mai jos seriile unde au evoluat echipe românești.
| # | An        | Criș - Grupa Sud                     | Criș - Grupa Sud |
| - | --------- | ------------------------------------ | ---------------- |
| - | 1940-1941 | CA Ciaba Bichișciaba / Csabai AK II. |                  |

| # | An        | Tisa de Sus, clasa II., grupa Baia Mare | Criș, clasa II., grupa Nord-est |
| - | --------- | --------------------------------------- | ------------------------------- |
| - | 1941-1942 | AS Dealul Crucii Baia Mare              | CS Salonta                      |

| # | An        | Criș, clasa II., grupa Nord-est | Criș, clasa II., grupa Nord-est |
| - | --------- | ------------------------------- | ------------------------------- |
| - | 1942–1943 | CA Oradea II                    |                                 |

| # | An        | Seria Bichișciaba(Criș), clasa II., grupa Est | Seria Debrețin (Tisa de Sus), clasa II., grupa Sătmar |
| - | --------- | --------------------------------------------- | ----------------------------------------------------- |
| - | 1943–1944 | AG Jula II                                    | AS Stăruința Satu Mare II                             |